# Metaleptobasis mauffrayi
Metaleptobasis mauffrayi là một loài chuồn chuồn kim trong họ Coenagrionidae.
Loài này được xếp vào nhóm Loài ít quan tâm trong sách Đỏ của IUCN năm 2007.
Metaleptobasis mauffrayi được miêu tả khoa học năm 2000 bởi Daigle.